# Бутырки (Псков)
Бутырки — пригородный микрорайон города Пскова. Бывший посёлок, расположен на юге Завеличья.

## Топоним
В населённом пункте название «Бутырки» имеют одна улица (улица Бутырская), один проезд (Бутырский проезд) и четыре переулка (1-й — 4-й Бутырские переулки).

## История
Бутырская слобода существовала с XVI века на левом берегу реки Мирожа (Мирожка). Здесь жили стрельцы, в связи с чем она называлась также Стрелецкой слободой.
Решением горисполкома от 9 мая 1962 года бывший посёлок Бутырки был включён в состав города Пскова.

## Население
Численность населения Бутырок составляет около 1,9 тысяч человек (включая соседнюю деревню Заручёвье и часть городских домов, 2011 год).

## Инфраструктура
Расположена действующая церковь Успения Богородицы в Бутырках (1777 год) с приделом Николая Чудотворца (на Красноармейской набережной, д. 47).
На южной окраине Бутырок расположен Псковский областной центр по гидрометеорологии и мониторингу окружающей среды.

## Транспорт

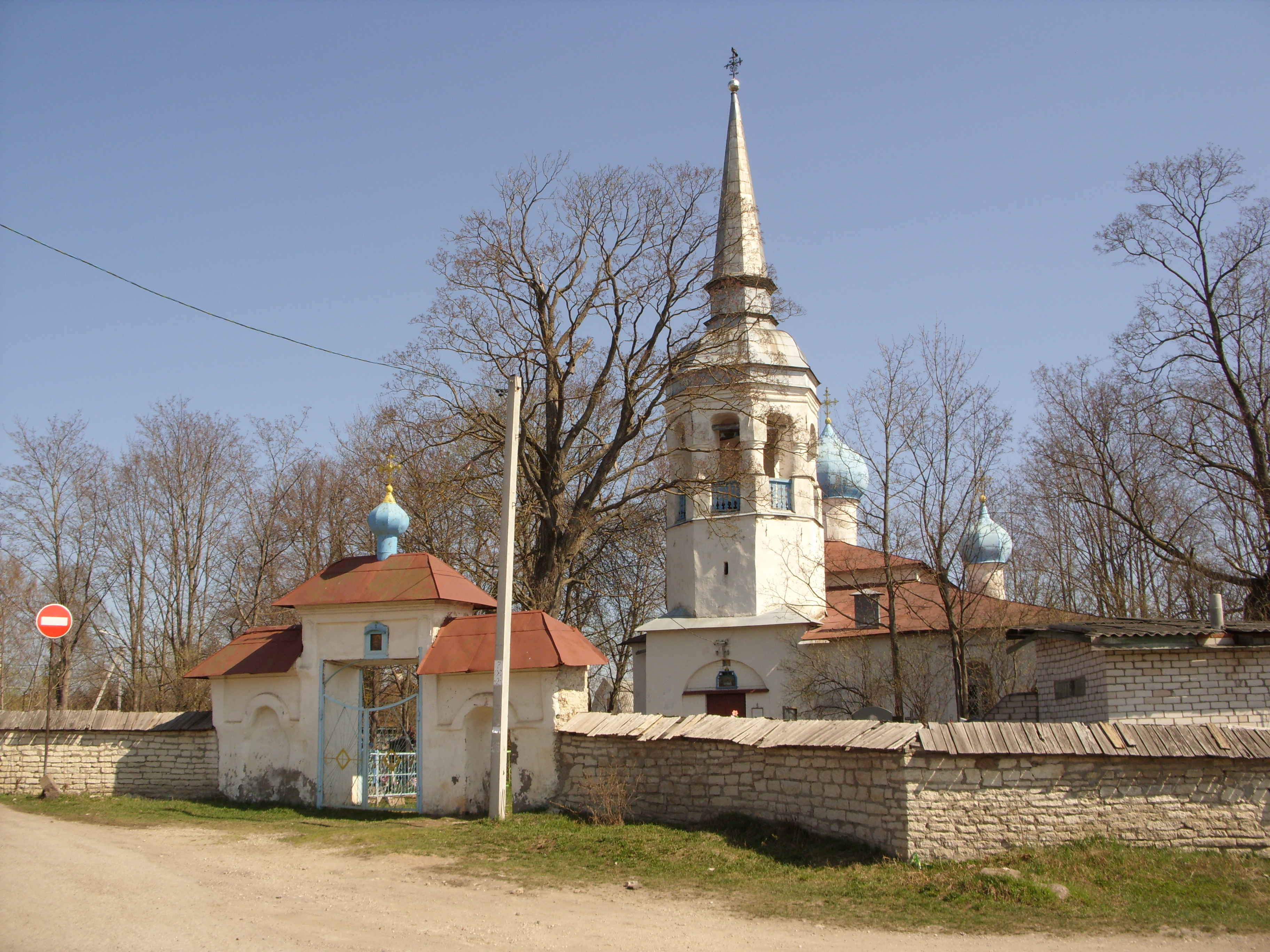
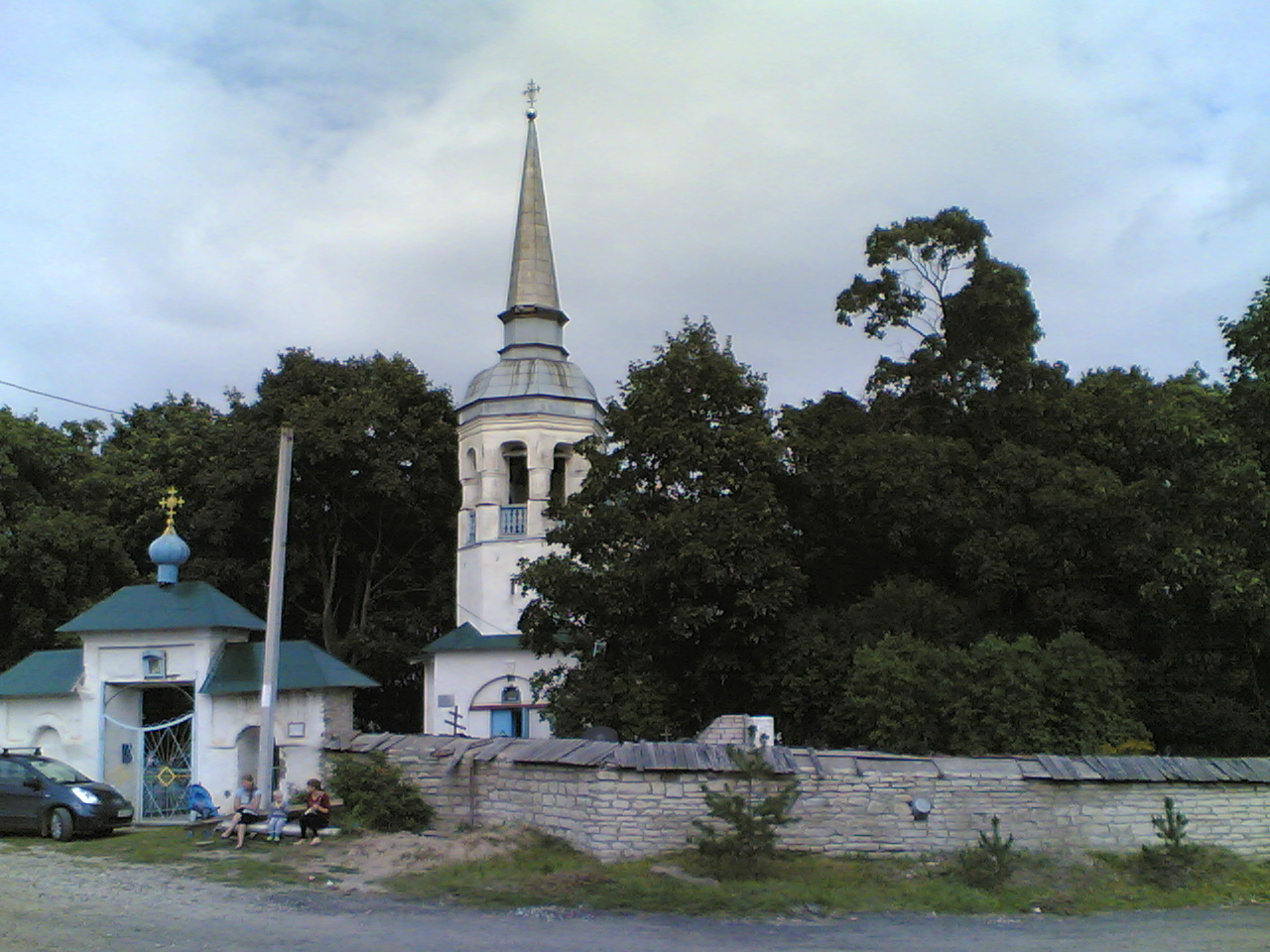
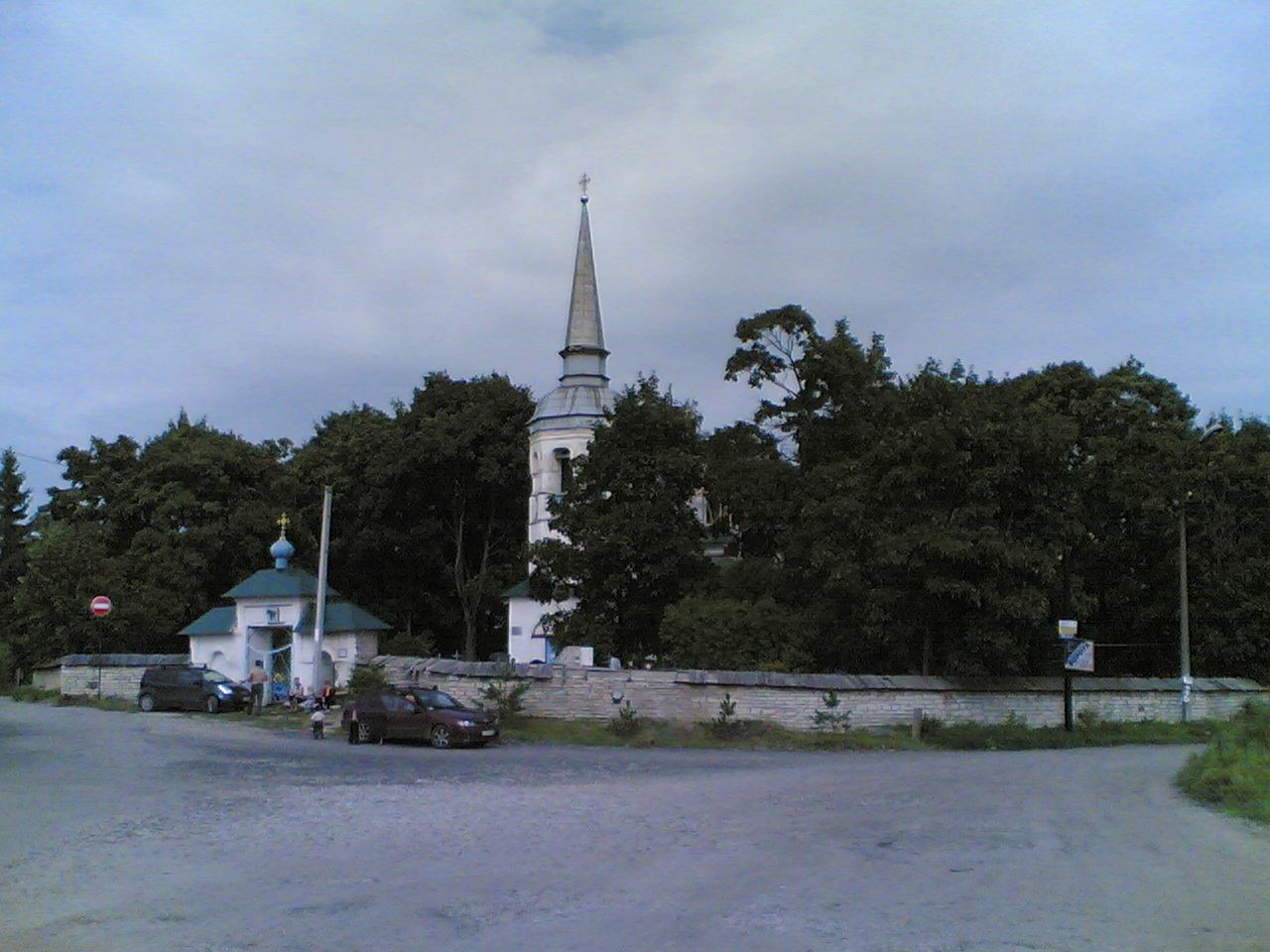

Транзитными дорогами, соединяющими Бутырки с основным городом, являются Корытовское шоссе (и параллельное 2-е Корытовское шоссе), Красноармейская набережная (идущая далеко вглубь Завеличья, переходя в Ольгинскую набережную — прежнее единое название их обеих) и др.

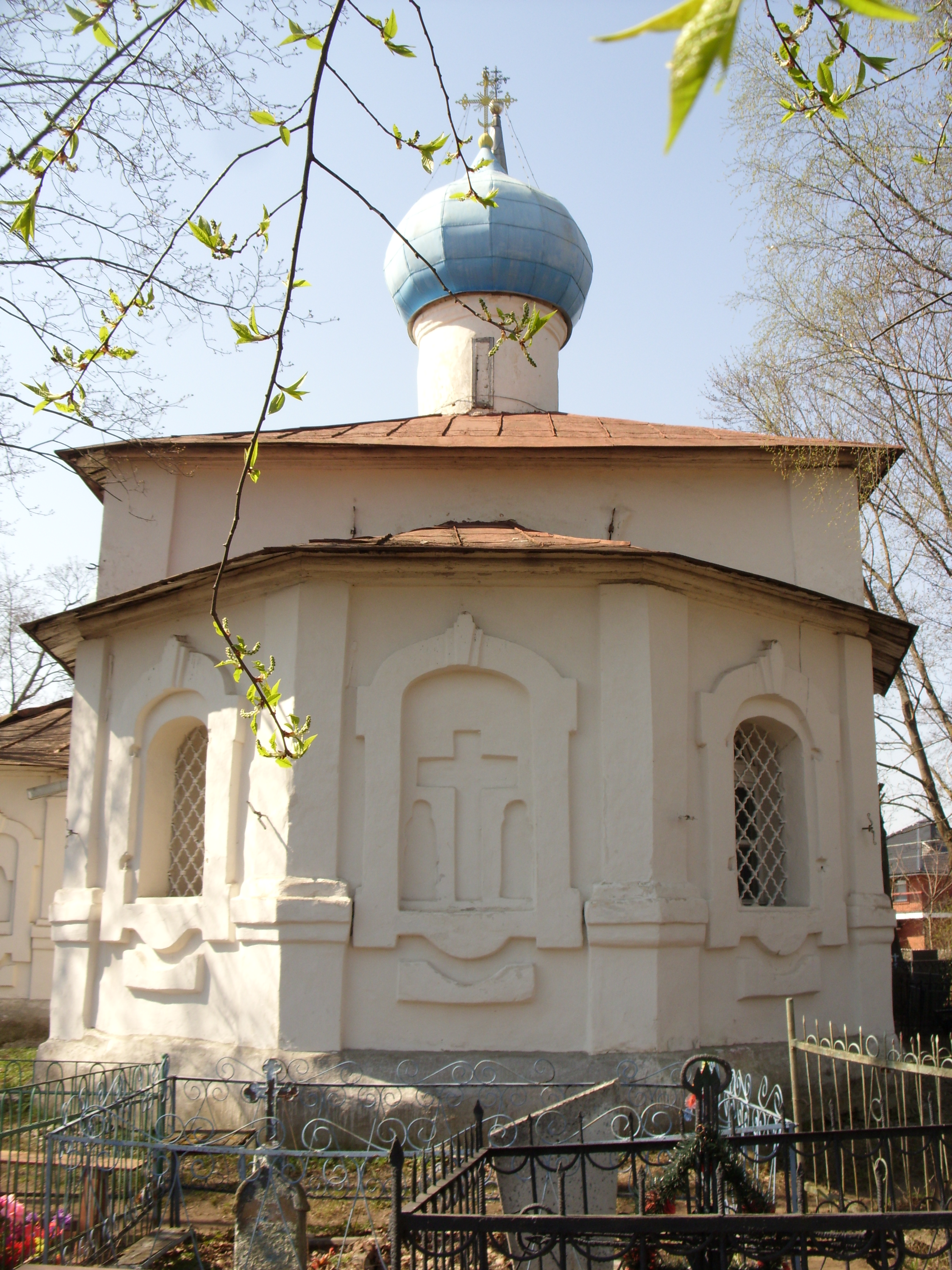